# Ashford (Kent)
Ashford – miasto w Anglii, w hrabstwie Kent, w dystrykcie Ashford, położone nad rzeką Great Stour.
W 2001 roku miasto liczyło 58 936 mieszkańców. Ashford jest wspomniane w Domesday Book (1086) jako Allia Essetesford.